# Horst Tietz
Horst Tietz (Hamburgo, 11 de março de 1921 — Hannover, 28 de janeiro de 2012) foi um matemático alemão.

## Obras
- Geometrie. In: Siegfried Flügge (Hrsg.): Handbuch der Physik. Mathematische Methoden. Springer, 1957.
- Lineare Geometrie. Aschendorff, Münster 1967. (Vandenhoeck und Ruprecht, Göttingen 1973) (gemeint ist lineare Algebra)
- com Heinrich Behnke, Reinhold Remmert, Hans-Georg Steiner: Herausgabe und Beiträge zum Fischer-Lexikon Mathematik, 1973.
- Einführung in die Mathematik für Ingenieure. 2 Volumes, Vandenhoeck und Ruprecht, Göttingen 1979.
- Student vor 50 Jahren. In: Mitteilungen der Deutschen Mathematiker-Vereinigung. 1996 Nr. 3, p. 39–42.
- German History Experienced: My Studies, My Teachers. In: The Mathematical Intelligencer. 22 Nr. 1, 2000, p. 12–20.